# Petra Černocká

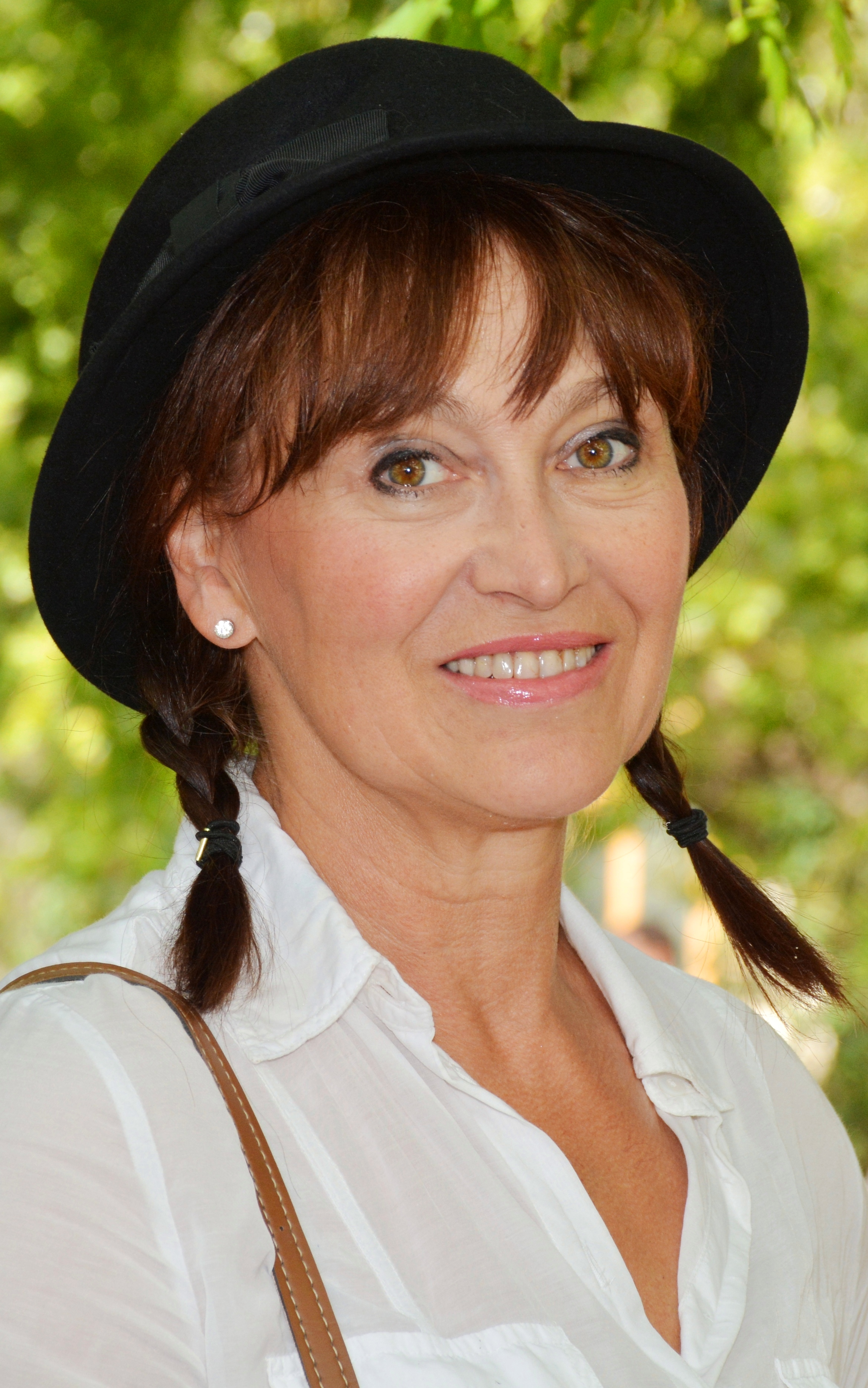
Petra Černocká (2015)

Petra Černocká (* 24. November 1949 in Prag) ist eine tschechische Schauspielerin und Sängerin.

## Leben
Petra Černocká wirkte von 1970 bis 2019 als Schauspielerin vor der Kamera in bislang mehr als 20 Film-und-Fernsehproduktionen mit. In Deutschland ist sie vor allem aus dem tschechoslowakischen Film Das Mädchen auf dem Besenstiel und der fast 40 Jahre später erschienenen Fortsetzung Saxana und die Reise ins Märchenland bekannt. Sie wirkte unter anderem im Prager Theater Semafor. Sie ist auch als Sängerin tätig und sang mehrere Titel von Filmmusik ein.
Petra Černocká war von 1968 bis 1980 verheiratet. Aus dieser Ehe hat sie eine Tochter, die Musikerin Barbora Vaculíková (* 1979). Ein Cousin von ihr war der Schauspieler Vlastimil Brodský.

## Filmografie (Auswahl)
- 1970: Ich habe Einstein umgebracht (Zabil jsem Einsteina, panove)
- 1972: Das Mädchen auf dem Besenstiel (Dívka na koštěti)
- 1974: Láska malovaná (Fernsehfilm)
- 1975: Die Zwillinge (Nepokojná láska, Fernsehserie, 5 Folgen)
- 1976: Sedm pater pro tisíc prání (Fernsehfilm)
- 1982: Otec
- 1982: Zpevaci na kraji nemocnice (Fernsehfilm)
- 1984: Galasupersou (Fernsehserie)
- 2004: Kinobazar (Fernsehserie)
- 2008: Fredy a Zlatovláska (Fernsehfilm)
- 2011: Saxana und die Reise ins Märchenland (Saxána a Lexikon kouzel)
- 2014: Tri bratri
- 2015: Andílek na nervy (Fernsehserie)
- 2015: Stopy zivota (Fernsehserie, 2 Folgen)